# Onythes sarcochroa
Onythes sarcochroa là một loài bướm đêm thuộc phân họ Arctiinae, họ Erebidae.